# Negash Ali
Negash Ali Abdella, bedre kendt som Negash Ali (født 27. november 1990 i Sandholm-Lejren), er en dansk/eritreansk rapper og hiphopper opvokset i Århus V.
Han har været medlem af bandet Majors og synger på engelsk. I 2008 udgav han debutalbummet Asmarino. Han rapper med bl.a. U$O og Johnson, som også er fra Århus V. Han har været opvarmningsnavn for både Nas, Ne-Yo og Wiz Khalifa.
Negash Ali er desuden skaberen og hele hjernen bag konceptet GhettoPOP. GhettoPOP vil også være titlen på et "upcoming" album fra Negash Ali, Albummet er planlagt til at ramme i 2012.
I fobindelse med GhettoPOP konceptet ligger dannelsen af GhettoPOP Entertainment i støbeskeen og dette vil være Negash Ali's store skridt ind i pladebranche, og med skabelsen af hans første pladeselskab.
I opbygning til dannelsen af GhettoPOP Entertainment har Negash Ali ugentligt udgivet et nummer på youtube.com, under hans koncept "GhettoPOP Fridays" som er en række tracks, der understøtter tanken og filosofien bag GhettoPOP og som i øvrigt inkluderer sange fra det ikke-udgivet album                     "The Exaggeration".   
I 2013 flyttede Negash Ali til London for at forfølge drømmen om at slå igennem i udlandet. Samtidig skrev han kontrakt med pladeselskabet Warner Music Group. Singlen "What You Got" er forløber til EP'en "The African Dream", som forventes udgivet i februar 2014.
Negash har også startet sit eget pladeselskab "10Thousand Music".

## Diskografi

### Albums
- Asmarino (2009)
- GettoPOP (2012)

### EP'er
- Go Getter (2009)
- The African Dream (2014)

### Singler
- We Get By (2009)
- Knock Out (2009)
- Live Your Life (2012)
- Dreams Don't (feat. Temu) (2013)
- What You Got (2013)
- Fire In The Sky (feat. Siff) (2014)

### Featuring
- Morten Breum - Moist (Negash Ali Remix) (2010)
- Kato - My House 2.0 (feat. Negash Ali & Brandon Beal (2011)
- Faustix & T&T - Ragtag (feat. Negash Ali) (2013)